# 강진군수
강진군수는 전라남도 강진군의 군수이다.

## 같이 보기
- 강진군수 선거